# 13-as raktár
A 13-as raktár (Warehouse 13) egy 2009 és 2014 között vetített amerikai sci-fi-fantasy televíziós sorozat, melyet 2009. július 7-én mutatott be először a SyFy. Magyarországon 2011. július 14-én tűzte műsorára az első évadot a Viasat 6 televíziós csatorna. 2011 novemberétől vetítette a TV2, majd 2013. január 6-tól újra adja.
A sorozat készítéséhez az executive producerek, Jack Kenny és David Simkins szerint a komikus drámai sorozat az 1980-as évekbeli Friday the 13th: The Series sorozatot használták fel, valamint részben az X-akták, a Raiders of the Lost Ark és a Moonlighting sorozatokat is. A SyFy elnöke, Dave Howe szerint a 2006-os The Lost Room című minisorozatból származik. A sorozat bemutatója a SyFy harmadik legsikeresebb darabja volt 3,5 milliós nézettségével. A produkció közel 50%-os női nézőszámot is magáénak mondhat.
A sorozat második évadját 2010. július 6-án mutatta be a csatorna, 2011. július 11-én indult a harmadik évad, és a 2012-ben érkező negyedik évadot 2011 augusztusában rendelte meg a SyFy.
Az epizódokban más sci-fi sorozatok szereplői is felbukkannak, az Eureka és a 13-as raktár szereplői többször is megjelennek a másik sorozatban, illetve a 13-as raktár szereplői láthatóak az Alphas című sorozatban is.

## Cselekmény
Az epizódok során Myka Bering (Joanne Kelly) és Pete Lattimer (Eddie McClintock) titkos ügynökök olyan műtárgyakat igyekeznek felkutatni a világban, melyek valamilyen csodás vagy épp veszélyes képességük miatt fenyegetést jelentenek az emberek számára. A dél-Dakotában található 13-as raktárban Artie Nielsen (Saul Rubinek) és Claudia Donovan (Allison Scagliotti) segíti őket munkájukban.

## Forgatás
Az akkoriban még Sci Fi Channel néven ismert SyFy eredetileg egy két órás pilot epizódot rendelt meg, melyet a Csillagközi szökevények megalkotója, Rockne S. O’Bannon, a Csillagközi romboló társproducere, Jane Espenson, valamint D. Brent Mote készített. Jace Alexander rendezte meg az átdolgozott verziót, melyet Espenson, Mote és a Penge executive producere, David Simkins írt. A csatorna 2008. szeptember 19-én rendelte meg a következő kilenc epizódot. A sorozat premierje 2009. július 7-én volt a Sci Fi csatornán, Toronto, Ontario és Montréal környékén sugározták.

## Szereplők

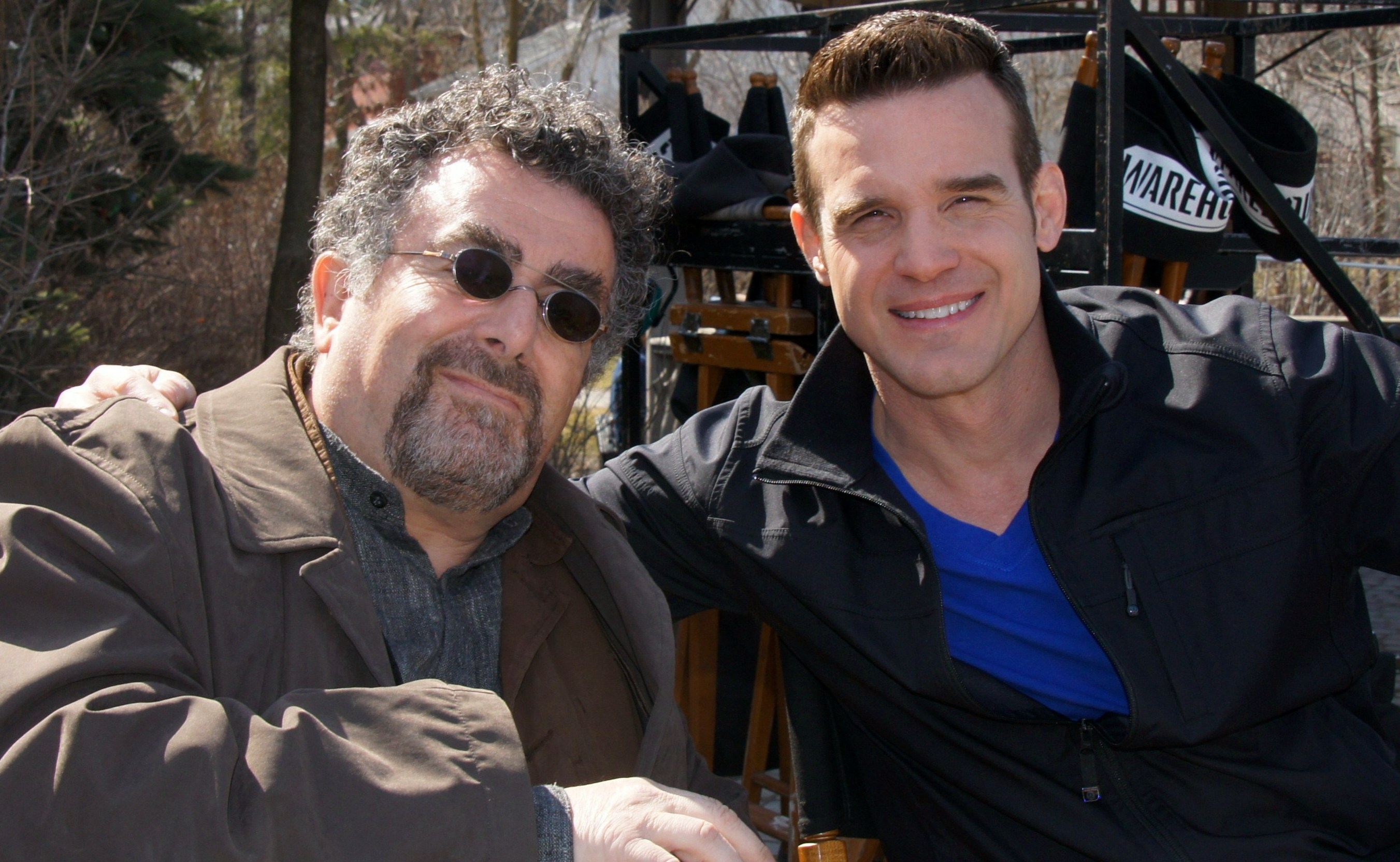
Saul Rubinek és Eddie McClintock

- Eddie McClintock - Pete Lattimer, a Titkosszolgálat különleges ügynöke, a sorozat elején kerül a csapatba. Megérzései segítik az ügyek megoldásában. Magyar hangja: Király Attila
- Joanne Kelly - Myka Bering, a Titkosszolgálat különleges ügynöke, a sorozat elején kerül a csapatba Pete társaként. Fotografikus memóriája minden részletet képes felidézni. Magyar hangja: Kéri Kitty
- Saul Rubinek - Arthur "Artie" Nielsen, a 13-as raktár vezető ügynöke, Pete és Myka főnöke. Több mint 40 éve dolgozik a raktárban, hatalmas tudással rendelkezik mind a bent, mind még a világban fekvő műtárgyakról. Magyar hangja: Harmath Imre
- Genelle Williams - Leena, az Univille-ben álló hotel tulajdonosa, ahol az ügynökök élnek. Leena látja az emberek auráját. Magyar hangja: Papp Györgyi, Hegyedi Mónika
- Allison Scagliotti - Claudia Donovan, egy fiatal és okos számítástechnikus, aki bátyja után kutatva jut el a raktárba, majd a 2. évadtól ott is marad ügynökgyakornokként. Magyar hangja: Solecki Janka

### Visszatérő szereplők
- Simon Reynolds - Daniel Dickinson, Myka és Pete korábbi főnöke a Titkosszolgálatnál Magyar hangja: Németh Gábor
- C. C. H. Pounder - Mrs. Frederick, a 13-as raktár gondnoka
- Jaime Murray - Helena G. Wells, saját korában a 12-es raktár ügynöke volt, majd bűnei miatt "bronzosították", a 2-3. évadban több alkalommal az epizódok szereplője. Magyar hangja: Kiss Virág

## Műtárgyak
A tizenharmadik raktárat 1914-ben hozta létre Thomas Edison, Nikola Tesla és M. C. Escher az azt megelőző tizenkettő után. Az első raktárat Nagy Sándor alapította, a második az alexandriai könyvtárban volt, a 7-es raktár Dzsingisz kán idején működött a Mongol Birodalomban, a 11-es raktár az Orosz Birodalomban üzemelt a Romanov-ház uralkodása alatt, a 12-es raktár pedig Nagy-Britanniában volt. Az idők során a raktárak mindig abba az országba kerültek, amelyik épp a legerősebb volt saját korában.
A műtárgyak olyan tárgyak, melyek valamely történelmi vagy legendabeli alakhoz kapcsolódnak. Valamennyi alkotójának vagy használójának energiájával teli. Némelyek veszélyesek (Edgar Allan Poe tolla valósággá tette, amit leírtak vele), némelyek ártalmatlannak tűnnek, de veszélyesek lehetnek (kiképzésre használt osztódó labdák, azonban ha használója nem figyel, halálra is verhetik a labdák), és vannak ártalmatlan tárgyak is (Marilyn Monroe hajkeféje Myka haját szőkére változtatta). A műtárgyakra hatással van az elektromosság és egy titokzatos lila folyadékkal semlegesíthetőek. A tárgyak mellett a raktárban számos veszélyes vagy veszélyessé válható személy is „el van raktározva”, testüket előbb hibernálják majd bronzba öntik, így külsőre bronzszobornak tűnnek. A „bronzosított” személyek később kiolvaszthatóak (ez megtörtént MacPhersonnal, H. G. Wellsszel, de Jinks ügynökkel is).

## Fogadtatás
A 13-as raktár sorozat premierje az egyik legnézettebb műsor volt az amerikai televízióban a bemutató estéjén. 3,5 milliós nézőszámával a SyFy harmadik legjobb premiere volt a Csillagkapu: Atlantisz (2004) és az Eureka (2006) mögött. A The Denver Post szerint a sorozat az X-aktákra emlékeztet, melyben Scully és Mulder Indiana Jones-szerű kalandokba keveredik. Az IGN kritikusa jó véleménnyel volt a bevezető epizódról, de véleménye szerint ahhoz nem volt elég, hogy a SyFy a legjobb sci-fi sorozatot kapja meg vele. Az Entertainment Weekly negatív kritikájának oka az volt, hogy a cikkíró szerint a sorozat egy szörnyű keresztezése az X-aktáknak, a Dr. Csontnak és Az elveszett frigyláda fosztogatóinak. 2010 júliusában a második évad idején ugyanez a kritikus már pozitív fejlődést látott a sorozatban, de még mindig csak "B" kategóriásként jellemezte.

### Díjak, jelölések
2010-ben a sorozat zeneszerzőjét, Edward Rogerst Emmy-díjra jelölték a legjobb főcímzene kategóriában, valamint Golden Reel Award-jelölést kapott a hangtechnikus csapat az effektekért.